# Bolíviában történt légi közlekedési balesetek listája
A Bolíviában történt légi közlekedési balesetek listája mind a halálos áldozattal járó, mind pedig a kisebb balesetek, meghibásodások miatt történt, gyakran csak az adott légiforgalmi járművet érintő baleseteket is tartalmazza évenkénti bontásban.

## Bolíviában történt légi közlekedési balesetek

### 1985
- 1985. január 1., az Illimani-hegyen. Az Eastern Airlines 980-as számú járata, egy Boeing 727-es típusú utasszállító repülőgép lezuhant, ismeretlen okokból. A gépen lévő 19 utas között 9 koreai, 8 amerikai, 7 paraguayi állampolgár volt, továbbá 10 fős személyzete volt a gépnek. A 10 fős személyzet fele chilei állampolgár volt. A gép összes utasa és a személyzet életét vesztette. 31 évvel később találták meg a gép roncsait és feketedobozát.[1][2]

### 2018
- 2018. november 23., La Paz. A Peruvian Airlines Boeing 737-es típusú utasszállító repülőgépének hátsó kereke a landolásnál eltört. A gépen 120 fő tartózkodott, de senki sem sérült meg. A gép daruval történő leemeléséig számos induló és érkező járat menetrendje változott meg.[3]